# Lluís X de França
Lluís I de Navarra i X de França el Tossut (París, 1289-Vincennes, 1316) fou rei de Navarra (1305-1316) i rei de França (1314-1316).

## Orígens familiars
Segon fill, el primer mascle, del Rei Felip IV de França i la seva esposa, la reina Joana I de Navarra, nasqué a la cort francesa el 4 d'octubre de 1289. Era net per línia paterna del rei Felip III de França i la princesa Elisabet d'Hongria, i per línia materna d'Enric I de Navarra i Blanca d'Artois. Fou germà dels futurs reis de França Felip V i Carles IV.

## Núpcies i descendents
Es casà el 21 de setembre de 1305 a Vernon-en-Normandia amb Margarida de Borgonya, filla del duc Robert II de Borgonya i Agnès de França. D'aquest matrimoni tingueren una filla:
- la princesa Joana II de Navarra (1311-1349), reina de Navarra

Es casà el 19 d'agost de 1315 a París amb Clemència d'Hongria, filla de Carles I d'Hongria. D'aquesta unió va néixer un fill:
- el príncep Joan I de França (1316), rei de França

## Ascens a les corones
El 1305, a la mort de la seva mare, fou designat rei de Navarra per la renúncia dels drets dels seu pare. L'acte de coronació tingué lloc a Pamplona l'1 d'octubre de 1307.
El 1314, a la mort del seu pare, fou designat rei de França. Fou coronat rei a la catedral de Reims el 24 d'agost de 1315.
El seu regnat, curt, estigué marcat per les constants lluites amb els senyors feudals interns al seu regne, els quals volien mantenir els seus privilegis, propis del Feudalisme, enfront de la concentració de poder reial que els reis de la Dinastia Capet estaven duent a terme.

## Mort i successió
Lluís va morir al castell de Vincennes el 5 de juny de 1316, possiblement per la deshidratació causada pel joc de Jeu de Paume (antecedent de l'actual tennis o pilota basca), i fou enterrat a la Catedral de Saint-Denis.
En el moment de morir la seva segona esposa estava embarassada, sense saber però el sexe de la criatura fins al moment de néixer. Si naixia mascle la successió seria salvada però la possibilitat que nasqués una nena probocà una possible dualitat: que fos designada hereva la seva primera filla, la princesa Joana de Navarra, o bé el seu germà petit Felip de França.
La primera filla no podia esdevenir hereva de França segons la Llei Sàlica, per la qual cosa els germans de Lluís X s'oposaren que fos designada hereva. Aquesta llei però no prohibia que pogués heretar el Regne de Navarra, ja que la seva pròpia mare havia estat reina de dret propi.
Mai s'havia especulat a França la possibilitat que pogués regnar una dona, per la qual cosa es designà regent al germà de Lluís, Felip de França, a l'espera de què nasqués el possible fill pòstum de Lluís X, i desplaçant la mateixa mare de la criatura de la regència. Aquesta regència apuntalava la possibilitat de successió de la corona en el mateix Felip.
Finalment la criatura nasqué el 15 de novembre de 1316 sent un mascle, el qual fou anomenat Joan I de França, i fou nomenat rei només néixer. Malauradament l'infant morí al cap de cinc dies, sent proclamat rei Felip V de França.
| Cronologia dels reis de França, reis dels Francesos i emperadors dels Francesos del 987 a 1870 |

| 987 | 987       | 996       | 996       | 1031      | 1031    | 1060    | 1060    | 1108    | 1108     | 1137     | 1137      | 1180      | 1180     | 1223     | 1223       | 1226       | 1226 |
|     | Hug Capet | Hug Capet | Robert II | Robert II | Enric I | Enric I | Felip I | Felip I | Lluís VI | Lluís VI | Lluís VII | Lluís VII | Felip II | Felip II | Lluís VIII | Lluís VIII |      |

| 1226 | 1226     | 1270     | 1270      | 1285      | 1285     | 1314     | 1314    | 1316    | 1316   | 1316   | 1316    | 1322    | 1322      | 1328      | 1328     | 1350     | 1350 |
|      | Lluís IX | Lluís IX | Felip III | Felip III | Felip IV | Felip IV | Lluís X | Lluís X | Joan I | Joan I | Felip V | Felip V | Carles IV | Carles IV | Felip VI | Felip VI |      |

| 1350 | 1350    | 1364    | 1364     | 1380     | 1380      | 1422      | 1422       | 1461       | 1461     | 1483     | 1483        | 1498        | 1498      | 1515      | 1515       | 1547       | 1547     | 1559     | 1559 |
|      | Joan II | Joan II | Carles V | Carles V | Carles VI | Carles VI | Carles VII | Carles VII | Lluís XI | Lluís XI | Carles VIII | Carles VIII | Lluís XII | Lluís XII | Francesc I | Francesc I | Enric II | Enric II |      |

| 1559 | 1559        | 1560        | 1560      | 1574      | 1574      | 1589      | 1589     | 1610     | 1610       | 1643       | 1643      | 1715      | 1715     | 1774     | 1774      | 1792      | 1792 |
|      | Francesc II | Francesc II | Carles IX | Carles IX | Enric III | Enric III | Enric IV | Enric IV | Lluís XIII | Lluís XIII | Lluís XIV | Lluís XIV | Lluís XV | Lluís XV | Lluís XVI | Lluís XVI |      |

| 1792 | 1792 | 1804 | 1804      | 1814      | 1814        | 1824        | 1824     | 1830     | 1830          | 1848          | 1848 | 1852 | 1852        | 1870        | 1870 |
|      | -    | -    | Napoleó I | Napoleó I | Lluís XVIII | Lluís XVIII | Carles X | Carles X | Lluís Felip I | Lluís Felip I | -    | -    | Napoleó III | Napoleó III |      |